# Демешковцы
Деме́шковцы (укр. Демешківці) — село в Галичской городской общине Ивано-Франковского района Ивано-Франковской области Украины.
Почтовый индекс — 77134. Телефонный код — 03431.

## Описание
Демешковцы - село, центр староостинского округа, принадлежит к Галичской городской общине, расположено на левом берегу Днестра, в 10 километрах от Галича и в 4 километрах от железнодорожной станции Бовшев, которая соединяет крупные города района - Галич и Бурштын. Занимает площадь 5,545 км². Население по переписи 2001 года составляло 266 человек.

## История
Первое письменное упоминание про село датировано в 1416 году. Великий князь Литовский и польский Владислав II Ягайло подарил поселение Канювка в 1416 году Вашку Гербутовичу. В том же году поселение было переименовано в Дамстиковцы, которое со временем трансформировалось в Демешковцы.
В 1880 году одним из самых больших землевладельцев в селе был Евстахий Рильский, посол Галичского крайового сейма.
В 1939 году в селе проживало 280 жителей (265 украинцев, 5 калакутов и 10 евреев).

## Происхождение названия
Бытует легенда, что название села Демешковцы происходит от имени жителя села - Демешко, который был польским шляхтичем и имел здесь владение. Однако, эта легенда не получила подтверждения в документах.
Вместо этого, документально подтверждено происхождение названия Демешковцы от польского названия Demeszkowce (Где поселение?), которое трансформировалось от предыдущего названия - Дамстиковцы, польское название - Damsthykowce (Дам контакты, связи).

## Памятки и важные места
На территории села находится помещение сельского совета, школа-сад I ступени, церковь Покровы Пресвятой Богородицы, памятник воинам Великой Отечественной войны, могила сечевым стрелкам, 2 магазина. Также в селе есть стадион «Нива».

## Современность
На территории села есть отделение агрофирмы «Бовшевская», которая специализируется на откорме большого рогатого скота. Демешковское отделение агрофирмы имеет 10 тракторов, 8 сеялок, 5 комбайнов и 5 косилок.